# Кляйнглокнер
Клейнглокнер — третья за висотою гірська вершина в Австрії на висоті 3 770 метрів (12 370 фут). Тим не менше, з протуберанцем всього 17 метрів спірні, чи може вона вважатися незалежною горою, або просто як співгора з Ґросґлокнер. Вона перебуває в групі Ґлокнера в Центральних Альпах Австрії, у середній частині Високого Тауерна. Географічно та геологічно це розглядається як другорядна вершина сусіднього Ґросґлокнера, але в літературі, з огляду на його важливість для альпінізму, в деяких випадках розглядається як окрема. Її вершина є частиною гребеня або хребту Ґлокнера (Glocknerkamm) і лежить точно на кордоні між австрійською землею Каринтія та округом Лієнц у Східному Тіролі. Клейнґлокнер має форму гострої кромки, покритої так званим карнизом Ґлокнера (нім. Glocknerwechte) і, залежно від умов, може унеможливити підйом на гору. Історія скелелазіння Клейнґлокнера тісно пов'язана з історією Ґросґлокнера, тому що першим альпіністам, які прибули з півдня та сходу, довелося перетнути його.